# Press the Eject and Give Me the Tape
Press the Eject and Give Me the Tape è il primo album dal vivo del gruppo musicale britannico Bauhaus, pubblicato nel 1982.

## Descrizione
La copertina dell'album è una fotografia opera di Eugene Merinov.
Il disco, pubblicato su etichetta Beggars Banquet Records, venne originariamente distribuito come bonus disc nelle prime edizioni a tiratura limitata dell'album The Sky's Gone Out del 1982. Più avanti lo stesso anno, fu pubblicato anche come disco a sé stante. Il singolo omaggio Satori in Paris contiene versioni dal vivo di Double Dare e Hair of the Dog, e un poster con immagini della band in tour.
L'album è stato ristampato nel 1988 con 6 tracce bonus, inclusa la precedentemente inedita Of Lillies and Remains e una cover dei The Velvet Underground, Waiting for the Man, registrata al Fagins, Manchester, il 22 ottobre 1981, con ospite Nico alla voce.
Le prime copie dell'LP contenevano il 7" Satori in Paris, poi distribuito come singolo.

## Tracce
1. In the Flat Field (24 febbraio 1982 al The Old Vic, Londra) - 4:27
2. Rose Garden Funeral of Sores (John Cale) (24 febbraio 1982 al The Old Vic, Londra) - 5:14
3. Dancing (31 ottobre 1981 al Royal Court Theatre, Liverpool) - 2:33
4. The Man With X-Ray Eyes (9 novembre 1981 all'Hammersmith Palais, Londra) - 3:41
5. Bela Lugosi's Dead (24 febbraio 1982 al The Old Vic, Londra) - 9:35
6. The Spy in the Cab (31 ottobre 1981 al The Royal Court Theatre, Liverpool) - 4:06
7. Kick in the Eye (31 ottobre 1981 al The Royal Court Theatre, Liverpool) - 3:38
8. In Fear of Fear (31 ottobre 1981 al The Royal Court Theatre, Liverpool) - 2:52
9. Hollow Hills (24 febbraio 1982 al Old Vic, Londra) - 4:12
10. Stigmata Martyr (31 ottobre 1981 al The Royal Court Theatre, Liverpool) - 3:35
11. Dark Entries (31 ottobre 1981 al The Royal Court Theatre, Liverpool) - 4:29

### Bonus tracks ristampa 1988
1. Terror Couple Kill Colonel (3 dicembre 1981 al Le Rose Bon Bon, Parigi) - 3:41
2. Double Dare (3 dicembre 1981 al Le Rose Bon Bon, Parigi) - 5:48
3. In the Flat Field (3 dicembre 1981 al Le Rose Bon Bon, Parigi) - 4:14
4. Hair of the Dog (3 dicembre 1981 a Le Rose Bon Bon, Parigi) - 2:48
5. Of Lillies and Remains (3 dicembre 1981 a Le Rose Bon Bon, Parigi) - 3:28
6. Waiting for the Man (Lou Reed; con Nico alla voce) (28 ottobre 1981 al Fagins, Manchester) - 4:48